# Fedele Caretti
Fedele Caretti (Arbizzo, 19 luglio 1892 – Caposile, 20 maggio 1918) è stato un militare italiano, insignito della medaglia d'oro al valor militare alla memoria nel corso della prima guerra mondiale.

## Biografia
Nacque ad Arbizzo il 19 luglio 1892,  figlio di Santino e Giovannina Lana. Mentre lavorava come muratore nel settembre 1912 fu chiamato a prestare servizio militare di leva nel Regio Esercito in forza al 9º Reggimento bersaglieri. Partecipò alle operazioni per il consolidamento della conquista della Libia in servizio all'11º Reggimento bersaglieri, venendo proposto per la concessione di una medaglia d'argento al valor militare per il coraggio dimostrato in combattimento. Rientrato in Italia fu assegnato nuovamente al  9º Reggimento bersaglieri venendo trattenuto in servizio attivo e si distinse nelle operazioni di soccorso alle popolazioni colpite dal terremoto di Avezzano. Dopo l'entrata in guerra del Regno d'Italia, avvenuta il 24 maggio 1915, raggiunse la zona di operazioni con il suo reggimento il giorno 30 dello stesso mese. Combatte sull'alto Isonzo, nella Conca di Plezzo e sul medio Isonzo, a Lucinico. Colto da congelamento agli arti inferiori fu ricoverato in ospedale, rientrò in linea nel settembre 1916, assegnato al 7º Reggimento bersaglieri e poi al 13º Reggimento bersaglieri. Il 18 maggio 1918, proveniente dal battaglione complementare, fu assegnato alla 2ª Compagnia operante nella zona di Caposile. Il 20 maggio 1918, dopo un ardito attacco della Brigata Arezzo e del 13º Reggimento bersaglieri contro le estremità nord e sud della testa di ponte di Caposile, la 2ª Compagnia dislocata a nord del canale del Consorzio fu sottoposta a violento fuoco d'artiglieria e di bombarde nemiche. Rimasto gravemente ferito ad una gamba da una scheggia di bombarda, rifiutò l'assistenza del portaferiti pregandolo di occuparsi dell'assistenza di compagni meno gravi di lui, e da solo con un coltellino si preferì uccidere tagliandosi l'ultimo lembo di pelle che teneva attaccato l'arto al resto del corpo, legando poi il troncone con la cinghia dei pantaloni al fine di rallentare l'emorragia. Disse al suo capitano di essere fiero di morire per la Patria, lo rassicurò sulla non gravità della ferita e quindi si spense a causa della gravissima perdita di sangue. Con Decreto Luogotenenziale del 18 ottobre 1918 fu insignito della medaglia d'oro al valor militare alla memoria. Una Scuola primaria e una via di Codegliano Viconago portano il suo nome.

### Annotazioni
1. ↑  Suo fratello era caduto in combattimento nel corso del 1915.

### Fonti
1. 1 2 3 4 5 6 7  Combattenti Liberazione.
2. ↑  Carolei, Greganti, Modica 1968, p. 50.
3. 1 2 3  Coltrinari, Ramaccia 2018, p. 31.
4. ↑  Medaglie d'oro al valor militare sul sito della Presidenza della Repubblica